# SN 1987a
La Supernova 1987A è una supernova di tipo II esplosa circa 168.000 anni fa e risultata visibile dalla Terra a partire dal 23 febbraio 1987 nella Grande Nube di Magellano, una galassia satellite della Via Lattea. Essendo esplosa ad una distanza dalla Terra di circa 51 400 parsec, è stata la supernova più vicina ad essere stata osservata dopo quella del 1604, che esplose all'interno della nostra galassia; inoltre è la supernova più vicina osservata dopo l'invenzione del telescopio.
La SN 1987A inoltre è stata la prima e l'unica supernova ad essere stata visibile (anche se appena discernibile) ad occhio nudo dopo la famosa SN 1604, detta la Supernova di Keplero, apparsa nel 1604. Tuttavia le due apparizioni non sono confrontabili per luminosità e durata: la Supernova di Keplero restò visibile per 18 mesi e per alcune settimane la si poté vedere persino di giorno. Le magnitudini di picco sono state rispettivamente di +3 per SN 1987A e di -2,25/-2,50 per SN 1604.

## L'evento

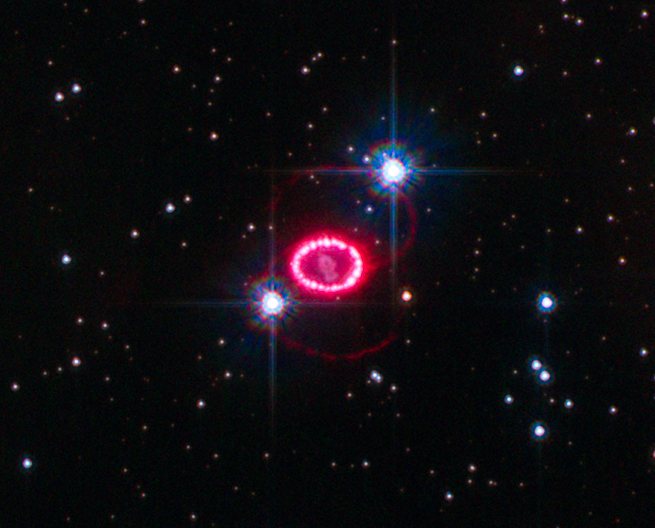
I resti della supernova ripresa dal Telescopio Spaziale Hubble nel 2010

La luce della supernova raggiunse la Terra il 23 febbraio 1987. Poiché era la prima supernova scoperta in quell'anno, fu chiamata "1987A". La sua luminosità raggiunse il massimo in maggio, con una magnitudine apparente di circa 3, e scese lentamente nei mesi seguenti. Fu la prima occasione per gli astronomi moderni di osservare una supernova relativamente vicina.
Poiché 51 400 parsec corrispondono a circa 168 000 anni luce, l'evento cosmico è in realtà accaduto circa 168 000 anni fa.
Circa tre ore prima che la luce visibile dalla SN 1987A raggiungesse la Terra, un flusso di neutrini fu osservato simultaneamente in tre separati rivelatori, che erano stati costruiti per studiare il problema dei neutrini solari. Anche se il numero totale dei neutrini raccolti fu limitato (24 in totale, di cui 11 antineutrini da Kamiokande II, 8 antineutrini da IMB e 5 antineutrini da Baksan), si trattava di un incremento notevole rispetto al livello di fondo osservato. Fu la prima occasione in cui dei neutrini emessi da una supernova venivano osservati direttamente, e le osservazioni furono coerenti con i modelli teorici di supernova, dove la maggior parte dell'energia del collasso viene dispersa nello spazio appunto sotto forma di neutrini.

## Studi e teorie

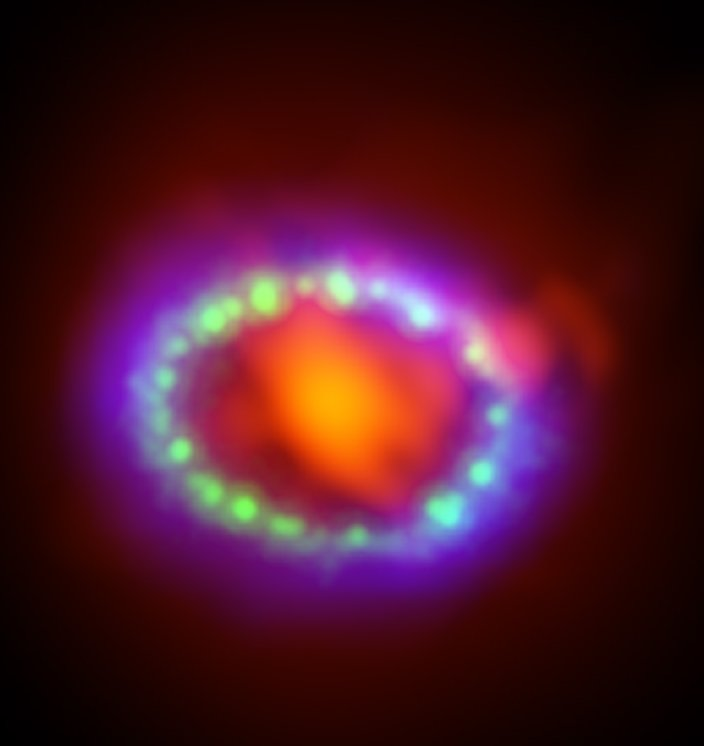
Immagine composita di SN 1987a, osservata da ALMA (in rosso), da HST (in verde), e da Chandra (in blu)

Astrofisici e fisici delle particelle rimpiangono che non siano state realizzate due particolari misurazioni. Prima di tutto, lo spettro di energia dei neutrini avrebbe potuto essere misurato se si fossero usati sensori per neutrini migliori. Secondariamente, se gli orologi dei rivelatori fossero stati sincronizzati, si sarebbe potuto determinare se i neutrini viaggiavano alla velocità della luce (come particelle senza massa), oppure più lentamente (particelle dotate di massa). Sfortunatamente solo il rivelatore di uno dei laboratori era sincronizzato con un orologio atomico e quindi fu impossibile eseguire questa misura.
L'analisi delle energie e dei tempi di arrivo degli eventi osservati ha permesso di studiare le caratteristiche della emissione di antineutrini e di ottenere dei limiti sulla massa del neutrino.
Il precursore della SN 1987A era una stella supergigante blu, di nome Sanduleak -69° 202a. Si pensa che avesse una massa di circa 20 volte quella del Sole. Questo fatto richiese una revisione dei modelli di evoluzione stellare per stelle di grande massa, che in precedenza suggerivano che le supernovae scaturissero sempre da supergiganti rosse.
Il resto di supernova formato dai detriti della SN 1987A è uno degli oggetti astronomici più studiati.